# Hylobates agilis

Hylobates agilis là một loài động vật có vú trong họ Hylobatidae, bộ Linh trưởng. Loài này được F. Cuvier mô tả năm 1821.

## Hình ảnh

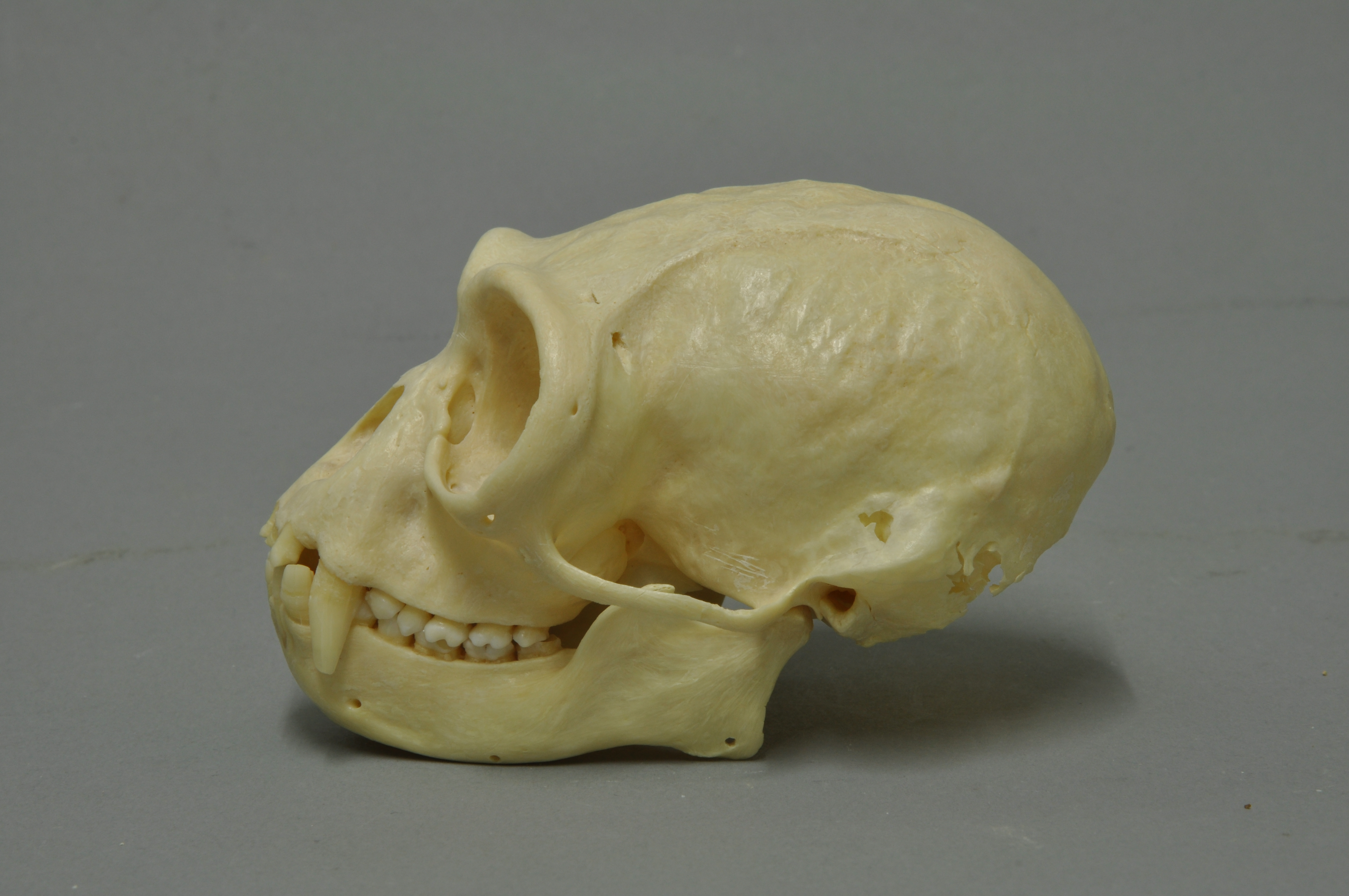
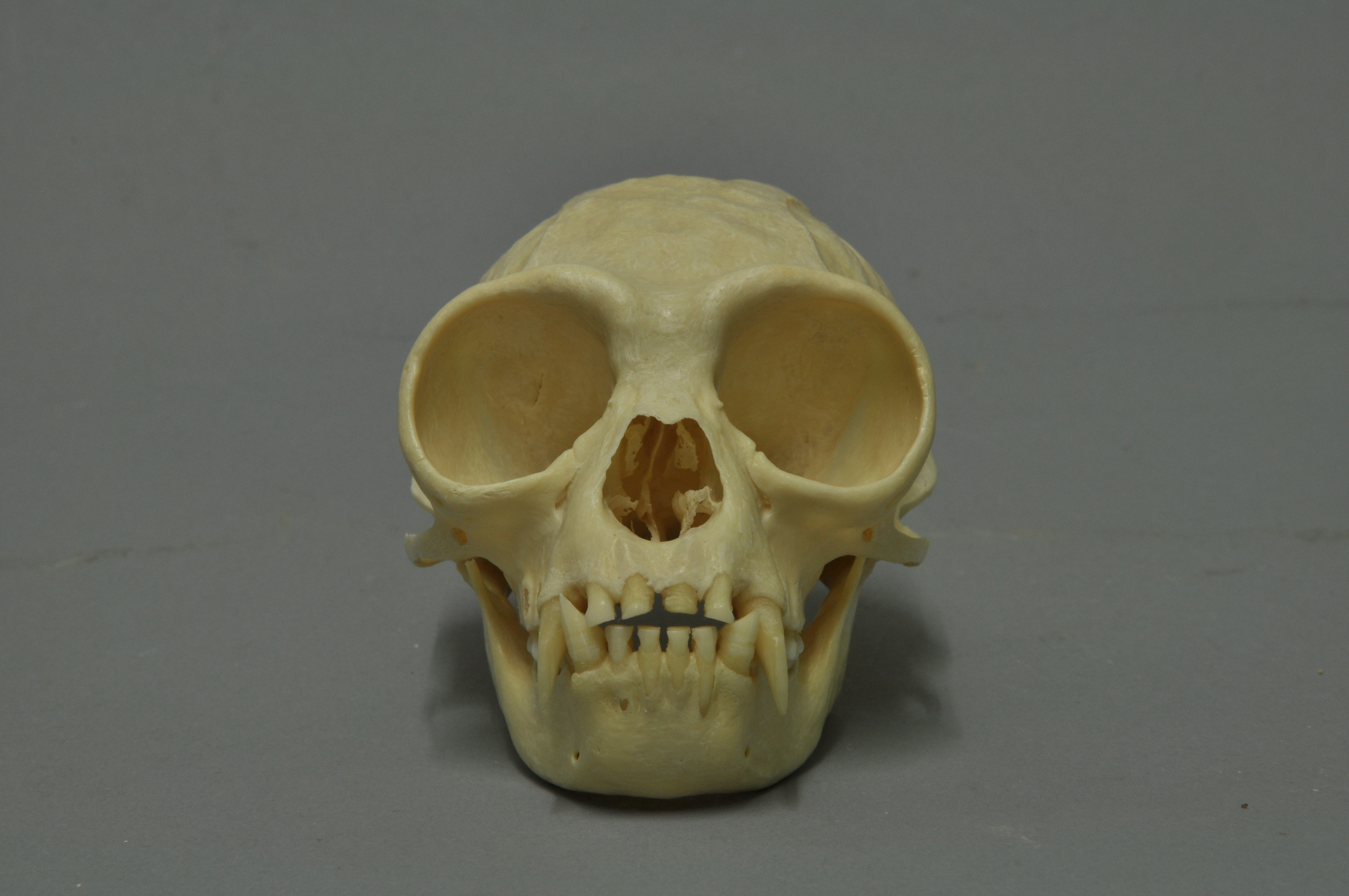
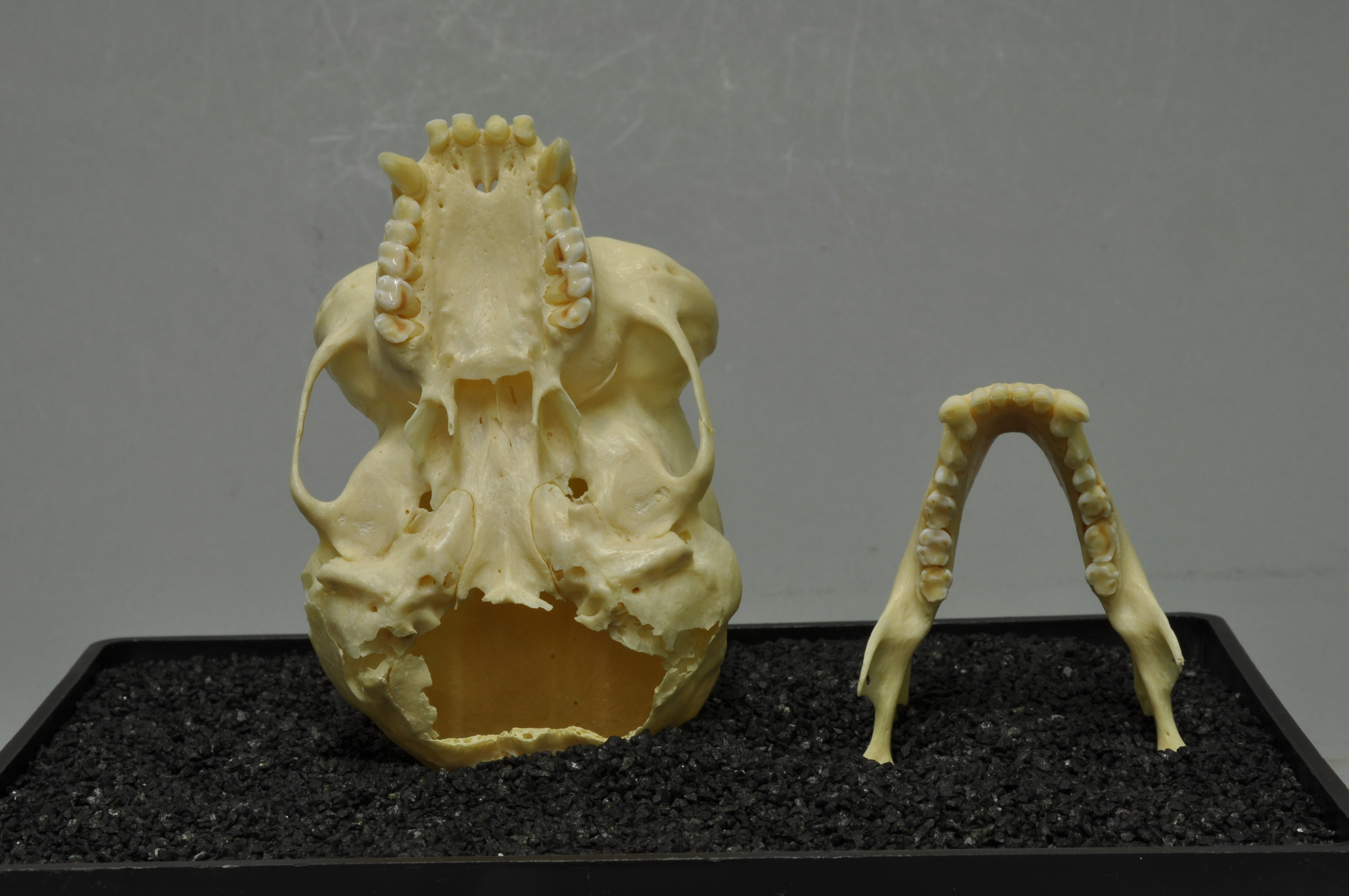
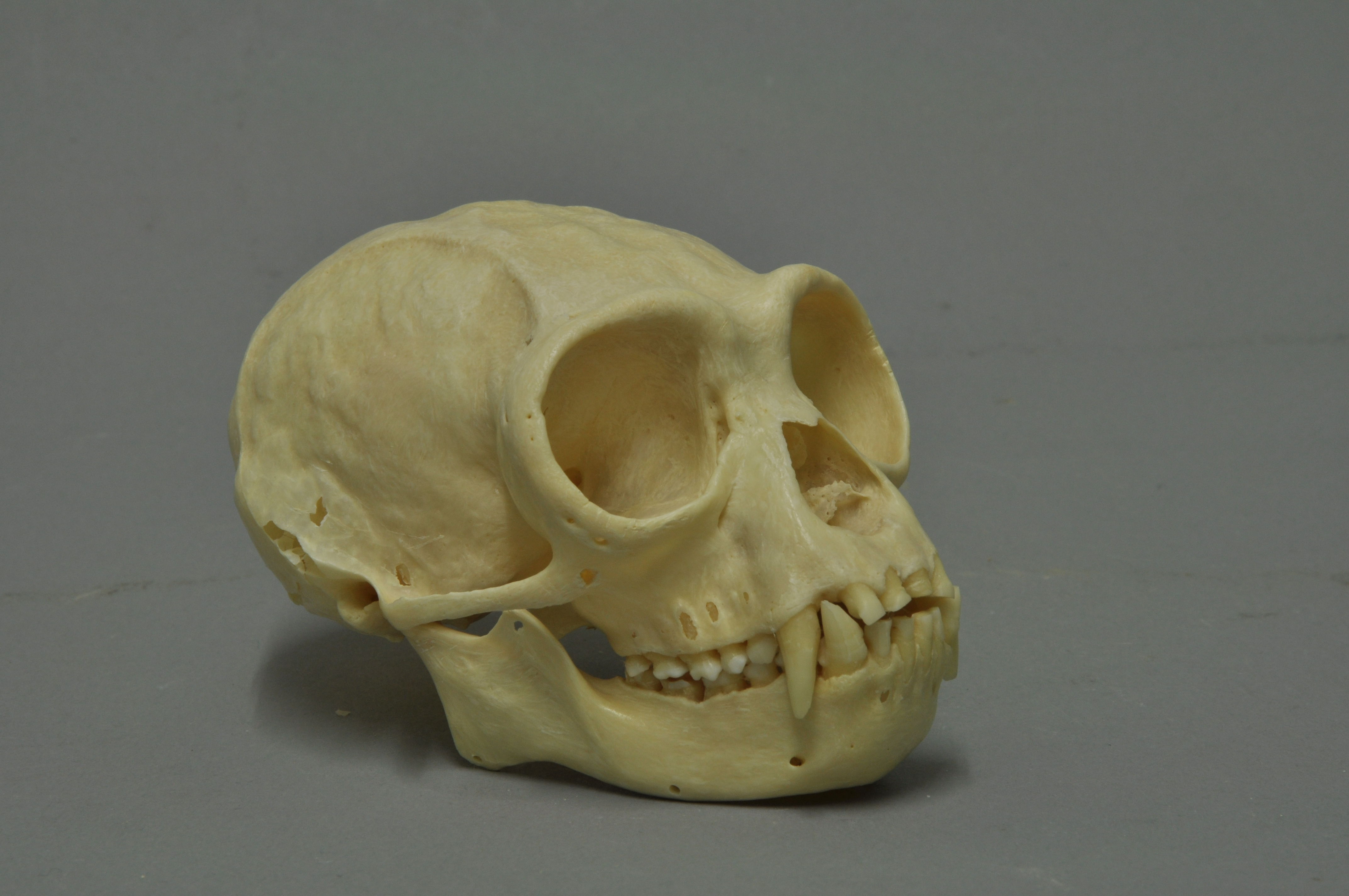